# ماريكو هيل
ماريكو هيل (20 نوفمبر 1995 - ) هي لاعبة كريكت صينية.

## وصلات خارجية
- ماريكو هيل على موقع إي آس بي آن كريك إنفو (الإنجليزية)